# Rockland (Massachusetts)
Rockland é uma vila localizada no condado de Plymouth no estado estadounidense de Massachusetts. No Censo de 2010 tinha uma população de 17.489 habitantes e uma densidade populacional de 648,78 pessoas por km².

## Geografia
Rockland encontra-se localizado nas coordenadas 42° 07′ 49″ N, 70° 54′ 38″ O. Segundo o Departamento do Censo dos Estados Unidos, Rockland tem uma superfície total de 26.96 km², da qual 26.74 km² correspondem a terra firme e (0.81%) 0.22 km² é água.

## Demografia
Segundo o censo de 2010, tinha 17.489 pessoas residindo em Rockland. A densidade populacional era de 648,78 hab./km². Dos 17.489 habitantes, Rockland estava composto pelo 92.03% brancos, o 2.58% eram afroamericanos, o 0.15% eram amerindios, o 1.1% eram asiáticos, o 0.03% eram insulares do Pacífico, o 2.16% eram de outras raças e o 1.94% pertenciam a duas ou mais raças. Do total da população o 1.99% eram hispanos ou latinos de qualquer raça.